# Rodger Ward

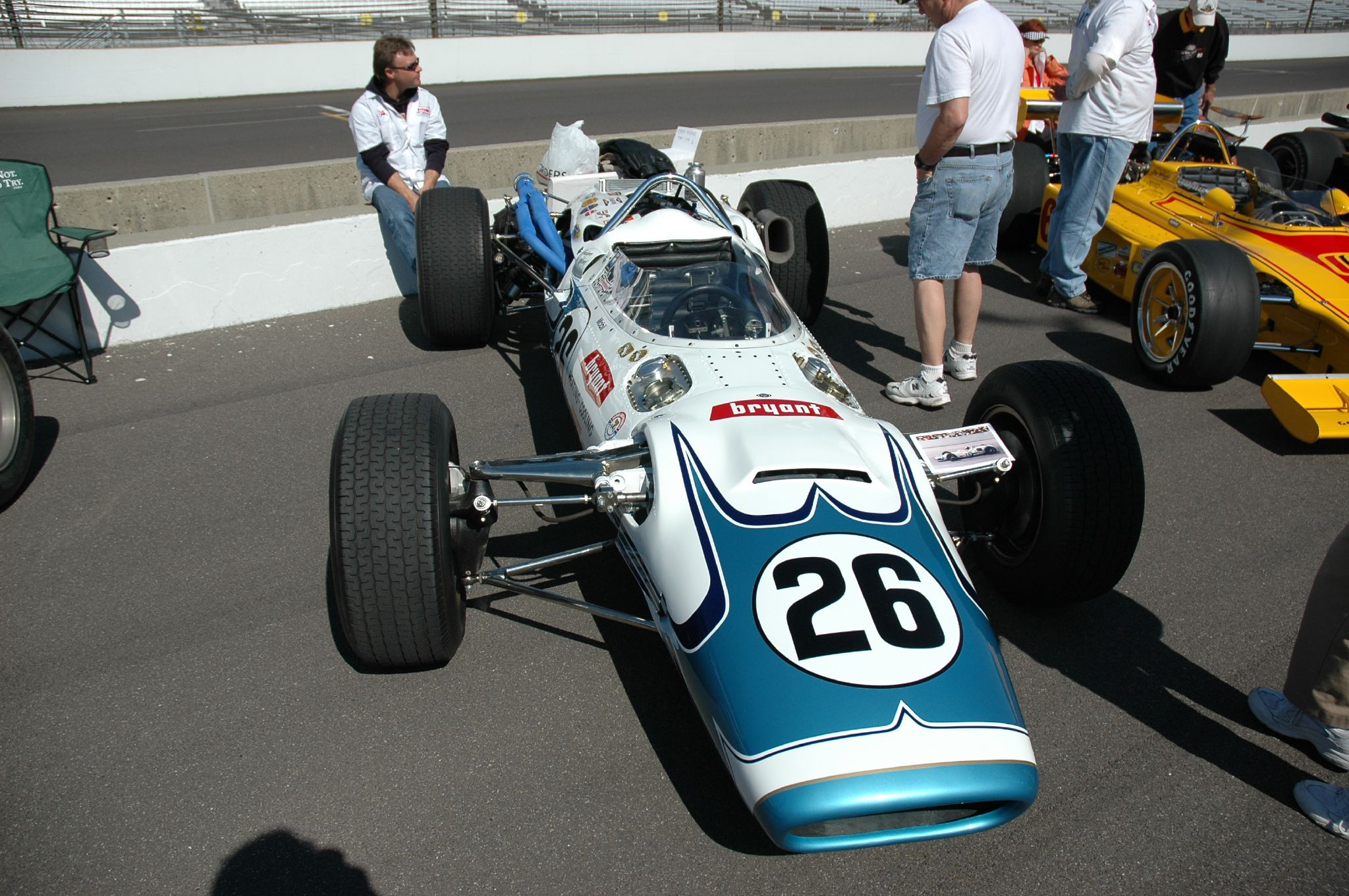
Ward en una cursa l'any 1966

Rodger Ward  (10 de gener del 1921 a Beloit, Kansas - Anaheim, Califòrnia, 5 de juliol del 2004) fou un pilot estatunidenc de curses automobilístiques. Ward va córrer a la Champ Car a les temporades 1951-1966 incloent-hi la cursa de les 500 milles d'Indianapolis d'aquests anys. Va guanyar les edicions de 1959 i 1962.

## Resultats a la Indy 500
| Any    | Cotxe  | Sortida | Vel. mitja | Ranking | Final  | Voltes | V. líder | Retirat            |
| ------ | ------ | ------- | ---------- | ------- | ------ | ------ | -------- | ------------------ |
| 1951   | 48     | 25      | 134.867    | 7       | 27     | 34     | 0        | Pèrdua d'oli       |
| 1952   | 34     | 22      | 134.139    | 28      | 23     | 130    | 0        | Pressió de l'oli   |
| 1953   | 92     | 10      | 137.468    | 6       | 16     | 177    | 0        | Retirada           |
| 1954   | 12     | 16      | 139.297    | 8       | 22     | 172    | 0        | Motor              |
| 1955   | 27     | 30      | 135.049    | 30      | 28     | 53     | 0        | Accident           |
| 1956   | 19     | 15      | 141.171    | 27      | 8      | 200    | 0        | Va acabar          |
| 1957   | 8      | 24      | 141.321    | 15      | 30     | 27     | 0        | Sobrealimentació   |
| 1958   | 8      | 11      | 143.266    | 14      | 20     | 93     | 0        | Bomba del combust. |
| 1959   | 5      | 6       | 144.035    | 7       | 1      | 200    | 130      | Va GUANYAR         |
| 1960   | 1      | 3       | 145.560    | 5       | 2      | 200    | 58       | Va acabar          |
| 1961   | 2      | 4       | 146.187    | 5       | 3      | 200    | 7        | Va acabar          |
| 1962   | 3      | 2       | 149.371    | 2       | 1      | 200    | 66       | Va GUANYAR         |
| 1963   | 1      | 4       | 149.800    | 6       | 4      | 200    | 0        | Va acabar          |
| 1964   | 2      | 3       | 156.406    | 3       | 2      | 200    | 0        | Va acabar          |
| 1966   | 26     | 13      | 159.468    | 19      | 15     | 74     | 0        | Direcció           |
| Totals | Totals | Totals  | Totals     | Totals  | Totals | 2160   | 261      |                    |

| Curses       | 15  |
| Poles        | 0   |
| Voltes líder | 261 |
| Victòries    | 2   |
| Top 5        | 6   |
| Top 10       | 7   |
| Retirades    | 8   |

## A la F1
El Gran Premi d'Indianapolis 500 va formar part del calendari del campionat del món de la Fórmula 1 entre les temporades 1950 a la 1960.
Els pilots que competien a la Indy durant aquests anys també eren comptabilitzats pel campionat de la F1.
Rodger Ward va participar en 12 curses de F1, debutant al Gran Premi d'Indianapolis 500 del 1951. A més de les edicions de la cursa d'Indianapolis va participar també al Gran Premi dels Estats Units del 1959 i al Gran Premi dels Estats Units del 1963.

### Palmarès a la F1
- Participacions: 12
- Poles: 0
- Voltes Ràpides: 0
- Victòries: 1
- Podiums: 2
- Punts vàlids per la F1: 14